# John Ducey
John Joseph Ducey (* 21. Januar 1969 in Endwell, New York) ist ein US-amerikanischer Schauspieler und Drehbuchautor.

## Leben
Ducey studierte an der Harvard University Maschinenbau (engineering) und Medizin (pre-med) und machte 1991 seinen Abschluss. Während seiner Collegezeit spielte er in über 20 Theaterproduktionen. Nach seinem Abschluss entschied er sich gegen die Weiterführung seines Medizinstudiums und zog nach Los Angeles. Dort begann er seine Schauspielkarriere. Ducey hatte vor allem Gastauftritte in vielen bekannten Fernsehserien wie Auf schlimmer und ewig, Joey, Sabrina – Total Verhext! und My Name Is Earl.
Seit 2018 tritt Ducey auch als Drehbuchautor in Erscheinung.

## Filmografie (Auswahl)
- 1994: Den Killer im Nacken (One Woman's Courage)
- 1994: McKenzie und die toten Gouverneure (A Perry Mason Mystery: The Case of the Grimacing Governor, Fernsehfilm)
- 1995: Favorite Deadly Sins
- 1996: Rumpelstiltskin
- 1996: High School High
- 1996: Space Jam
- 1998: Beach Movie
- 1998: Zack and Reba
- 1998: Deep Impact
- 1999: Oh, Grow Up
- 2002: Sun Gods
- 2003: Untitled Nicole Sullivan Project
- 2005: Grown Men
- 2007: Joe Dick
- 2009: Jonas – L.A.
- 2010: Santa Pfotes großes Weihnachtsabenteuer (The Search for Santa Paws)
- 2011: Zack & Cody – Der Film (The Suite Life Movie)
- 2014–2015: Bad Judge
- 2022: I Believe in Santa (auch Drehbuch)

### Gastauftritte (Auswahl)
- 1994/1996: Party of Five, Folgen 1.12 und 2.11
- 1998: Frasier, Folge 5.15
- 2001: Scrubs – Die Anfänger (Scrubs), Folge 1.02
- 2002/2003: Sabrina – Total Verhext! (Sabrina, the Teenage Witch), Folgen 7.09 und 7.14
- 2004/2005: Will & Grace, Folgen 7.09, 7.21, 7.23 und 7.24
- 2005: Malcolm mittendrin (Malcolm in the Middle), Folge 6.12
- 2006: My Name is Earl, Folge 1.11
- 2007: How I Met Your Mother, Folge 2.14
- 2012: Rules of Engagement, Folge 6.11
- 2012: Melissa & Joey, Folge 2.7
- 2013: Bones – Die Knochenjägerin (Bones), Folge 7.12